# Karkkila
Karkkila (svéd neve: Högfors) Uusimaa tartományban elhelyezkedő finn város. 69 km-re, azaz kb. 1 órányira fekszik Helsinkitől északnyugati irányban. A város lakosainak száma kicsit több, mint 9000 fő (9179 fő - 2011.05.31.), zömében 45-64 év közöttiek lakják.
Karkkila szomszédos városai: Loppi, Nummi-Pusula, Tammela és Vihti.

## Történelme

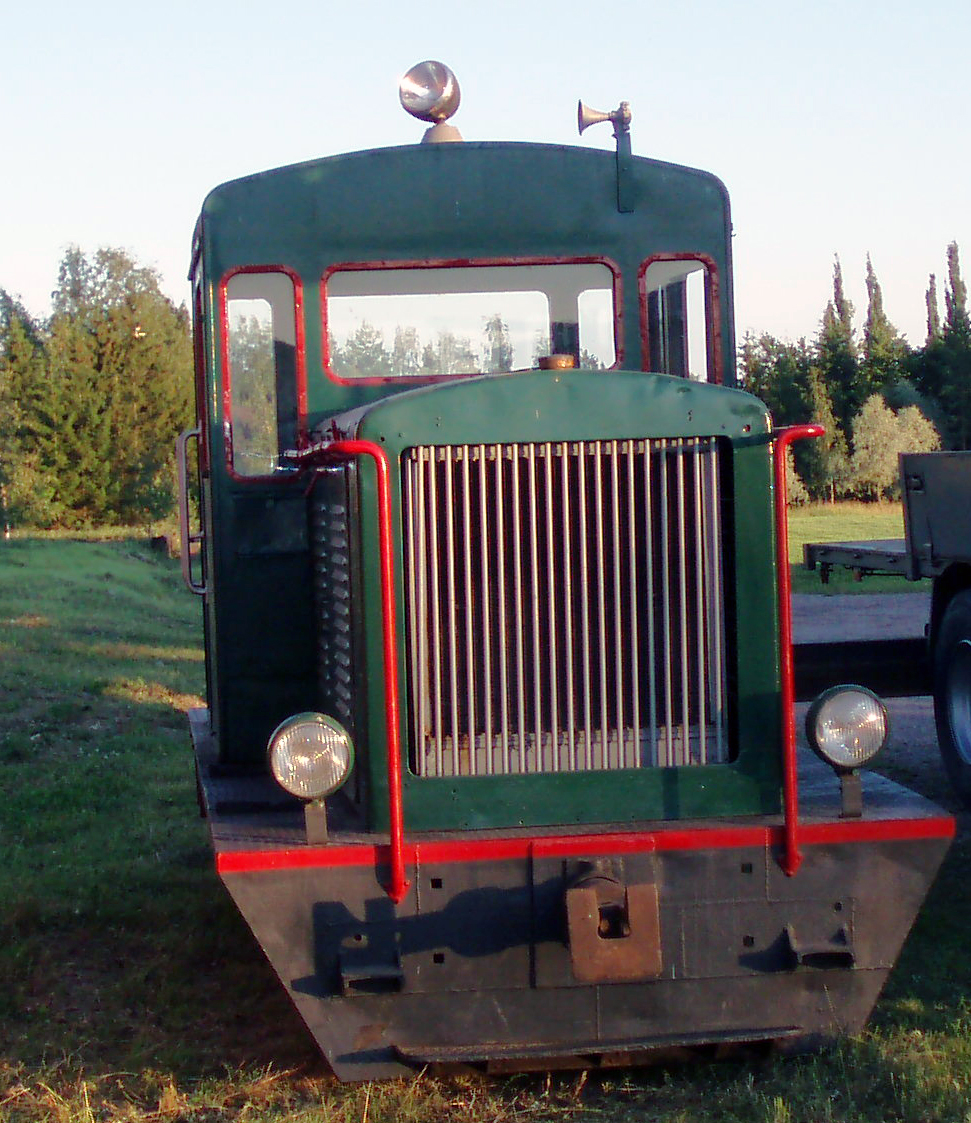
Karkkila vasútvonalának egyik veterán mozdonya

Karkkila eredetileg falu volt Pyhäjärvi Ul-ban (Ul jelentése Uudenmaan Lääni, azaz Uusimaa megye), ami Vihti plébánia önkormányzata volt. Pyhäjärvi 1869-ben vált függetlenné. A mai Karkkila központi területe 1932-ben elvált Pyhäjärvi megyétől Karkkila kerület néven. Ez a kerület lényegében Nyhkälä-ból és Karkkila-ból tevődött össze. Karkkila és Pyhäjärvi megye 1969-ben egyesült Karkkila néven, amit 1977-ben várossá nyilvánítottak. Karkkila neve a germán eredetű Gericke, Kercho vagy Garko férfi keresztnévből származik.
A Högfors vasöntöde Karkkila történelmi mérföldköve. Az öntödét 1822-ben építették, amikor az érc feldolgozása érdekében a környéken található sok zuhatag egyike mellett megalapították a Högfors vasműveket. A nyersanyag a közeli Kulonsuo hegy bányájából érkezett. A gyár idejében Karkkila - az erős munkaerőáramlásnak köszönhetően - egyedülálló ipari várossá nőtte ki magát. A város növekedése és iparosodása nagy befolyással volt a Hyvinkä–Karkkila között létesített keskeny nyomtávú vasútvonalra is. A vasútvonal bezárása után a vonalon közlekedő mozdonyok egyikét, valamint két vasúti kocsit emlékműként a város központjában állították ki. A nyílt területen azonban rongálásnak és az időjárás viszontagságainak voltak kitéve. Napjainkban a mozdony felújítva a városháza aulájában van kiállítva. Az 1950-es években megépített 2-es számú országút nagy mértékben javította a város megközelíthetőségét Helsinkiből.
Karkkila már az ókoriak (hämäläinen) kereskedelmi útja mellett is létezett. A tartománybeli emberek és különféle termékeik hajdanán Karkkila piacán találkoztak, illetve cseréltek gazdát. Nyaranta Karkkila piactere a környéken nyaralók között nagy népszerűségnek örvend. Télen a város csendesebb.
A mai Karkkila vasipara is jelentősnek számít a környező régi kisvárosok között. Sok kisebb cég van, melyek nagy része ma is a vasiparban tevékenykedik. A Helvar Oy a város egyik legnagyobb vállalata, mely vezetőnek számít a világítástechnika terén. Tevékenységi köre a mágneses, illetve a sokkal modernebb és energiatakarékosabb elektronikus ballasztok fejlesztésére és gyártására koncentrálódik.
Karkkilát is, mint sok más nagyvárost, magával sodorta a 90-es évek válsága. Erre nyújtott megoldást a Lex Karkkila néven ismertté vált szabályozás.

Pyhäjärvi régi címere, mely manapság a régió címerévé vált

.

## Politika

### Városi tanács
Karkkila városi képviselőtestületének pártok szerinti eloszlása a 2009–2012 közötti időszakban (35 hely):
- Baloldali Szövetség 12
- Finn Szociáldemokrata Párt 7
- Nemzeti Koalíció 7
- Finn Központi Párt 5
- Igaz Finnek 2
- Zöldek 1
- Finn Kereszténydemokraták (KD) 1

2008-ban Kauniainen, Vihti és Karkkila városokban első ízben volt mód az elektronikus szavazásra. A rendszerben észlelt problémák miatt a Legfelső Közigazgatási Bíróság a választás megismétlését rendelte el. A választást 2009. szeptember 6-án rendezték meg újra, ám ez a pártok sorrendjén nem változtatott.

### Parlamenti választások 2011
A parlamenti pártok támogatottsága a Helsingin Sanomat című lap ”online választás” szolgáltatása alapján.
- Igaz Finnek 25,2%
- Finn Szociáldemokrata Párt 20,7%
- Nemzeti Koalíció 16,6%
- Bal oldal Pártja 14,8%
- Finn Központi Párt 9,2%
- Zöldek 7,2%
- Finn Kereszténydemokraták (KD) 3,8%
- Finn svéd nemzetiségűek 0,5%

## Ipar

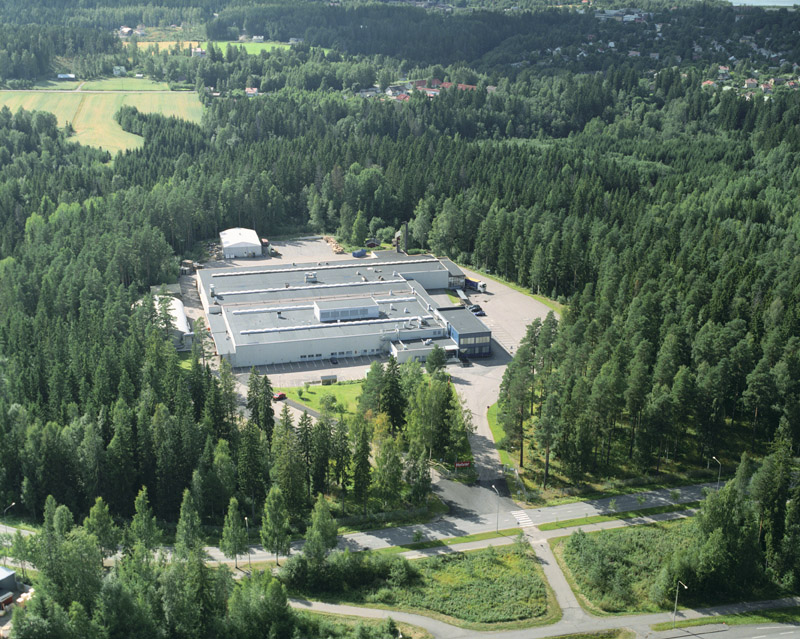
Helvar Oy központ látképe.

Karkkila munkanélküliségi rátája 8,4% (2011. július*). Karkkila-ban 3 278 munkahely van, melyekből:
- Szolgáltatóipar 47%
- Iparban dolgozók 48%
- Föld- és erdőgazdálkodás 4%
- Egyéb terület 1%

(*Karkkilalainen)

## Városrészek
Ahmoo, Alimmainen, Haavisto, Järvenpää, Siikala, Tuorila, Vaskijärvi, Vattola és Vuotinainen.

## Környezet

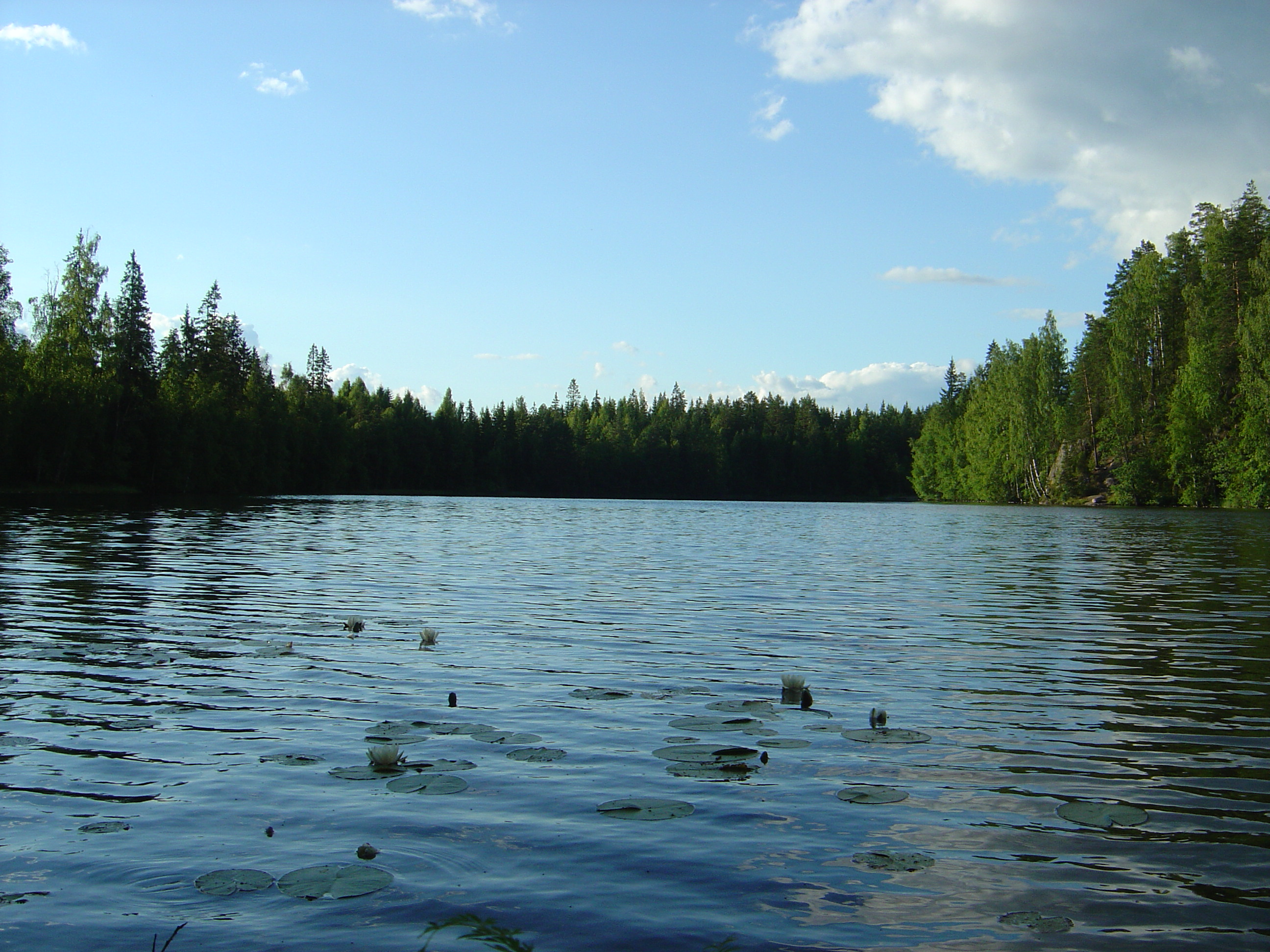
Sontiainen az egyik Karkkila számtalan tavai közül.

A jégkorszak nyomai jól látszanak a karkkilai tájon. Szakadékaiban, szikláin és lapos hegygerincein túrázhatunk, bogyós gyümölcsöket és gombát is szedhetünk. A város környékén több, mint 100 folyón és kisebb nagyobb tavon horgászhatunk. A természet közelsége sok ragyogó lehetőséget nyújt a természetjárásra. A várost teljesen körülölelő erdők és vidékies területek képe már messziről látható.
Uusimaa legmagasabb pontja, Loukkumäki (174 méter), Karkkilában található.

## Karkkilai hírességek
- Petri Hiltunen, képregény rajzoló
- Ilmari Huitti, festőművész (1897–1960)
- Viljo Virtanen, képviselő
- Rainer Virtanen, képviselő
- Aki Kaurismäki, filmrendező
- Aleksi Salmenperä, filmrendező
- Kalma (Niko Hurme), Stala & SO. basszusgitáros, Lordi exbasszisgitáros
- Kita (Sampsa Astala), Stala & SO. énekes, Lordi exdobos
- Mira Salo, Miss Finnország 2004
- Markku Uusipaavalniemi, curling-csapatkapitány
- Kari Vepsä, zenész
- Juha Salo, raliversenyző
- Olavi Uusivirta, humorista